# Utan att fråga
Utan att fråga var Kenta Gustafssons bidrag till Melodifestivalen 1980. Sångtexten handlar om alkoholisters situation. Kenta väckte stor uppståndelse då han framförde bidraget iklädd en för många anstötlig t-shirt, som visade två figurer i en sexuell ställning, nämligen 69:an, och texten löd "try it – you'll like it". Utan att fråga visade sig vara en populär låt men det räckte inte ända fram utan den kom på sjätte plats.
På den svenska singellistan hamnade den som bäst på andra plats.
Melodin testades på Svensktoppen, där den låg i en vecka med en tiondeplats den 13 april 1980.

## Listplaceringar
| Lista (1980) | Topplacering |
| ------------ | ------------ |
| Sverige      | 2            |